# Екранування заряду
Екранування заряду — зменшення створеного зарядом електричного поля на певній віддалі від нього завдяки взаємодії з іншими зарядами.
Явище екранування характерне для середовищ із великою густиною незв'язаних зарядів: електролітів, металів, плазми. Створене електричним зарядом поле змушує інші заряди перерозподілитися в просторі навколо нього. Завдяки таким зміщенням сусідніх зарядів, поле на віддалі від початкового заряду спадає не за законом Кулона, а швидше, здебільшого за експоненційним законом.
{\displaystyle \varphi ={\frac {qe^{-r/R}}{r}}},
де {\displaystyle \varphi \,} — електричний потенціал, q — заряд, r — віддаль від нього, а параметр R називається радіусом або довжиною екранування. Така залежність потенціалу від поля називається екранованим кулонівським потенціалом.